# IC 5267A
IC 5267A — галактика типу SBbc (компактна витягнута галактика) у сузір'ї Журавель.
Цей об'єкт міститься в оригінальній редакції індексного каталогу.